# Fredrika von Kaulbars
Fredrika Sofia Carolina von Kaulbars, född 1782, död 11 maj 1806, var en svensk hovdam (hovfröken). Hon var föremål för en uppmärksammad skandal. 
Hon var dotter till generalmajoren Lars Fredrik von Kaulbars och Ulrika Sophia Adlerfelt. Hon blev år 1797 hovfröken hos drottning Fredrika. Hon beskrivs som en skönhet och liksom många av de övriga hovfröknarna var hon inblandad i en del kärleksaffärer, som ansågs extra chockerande eftersom de var ogifta och motparterna inte nödvändigt hade samma adliga status som de själva. År 1800 avskedades därför samtliga drottningens  hovfröknar av kungen och ersattes av gifta statsfruar, delvis på grund av de skandaler främst två av dem, Fredrika von Kaulbars och Emilie De Geer, varit inblandade i, och avskedades med lön och tjänstgöring hos kronprinsen så länge han var barn. Då kronprinsen fick en syster 1801 blev de även hovfröknar hos henne. 
Hon ställde till stor skandal då hon 1805 blev gravid. För att göra ett exempel av saken och förhindra liknande händelser tvingade kungen den man som gjort henne gravid, baron Fredrik Ulrik Stackelberg, att gifta sig med henne. Denne hade först varit villig att göra det, men ändrat sig  efter att hans manliga vänner talat om för honom att Kaulbars hade dåligt rykte, men gav efter då monarken beordrade honom. Vigseln inträffade 8 oktober 1805 och slutade i skandal då brudgummen lämnade bröllopet "med den förklaringen, att han aldrig mera ärnade mottaga eller se sin unga hustru", och lämnade sedan landet för en tjänst i Ryssland. Bruden flyttade då till sin far på landet.    
Sonen Berndt Fredrik föddes samma år och dog året därpå, liksom även Kaulbars själv.  